# Dasybasis rufifrons
Dasybasis rufifrons är en tvåvingeart som först beskrevs av Macquart 1855.  Dasybasis rufifrons ingår i släktet Dasybasis och familjen bromsar. Inga underarter finns listade i Catalogue of Life.